# Abubakar Tafawa Balewa

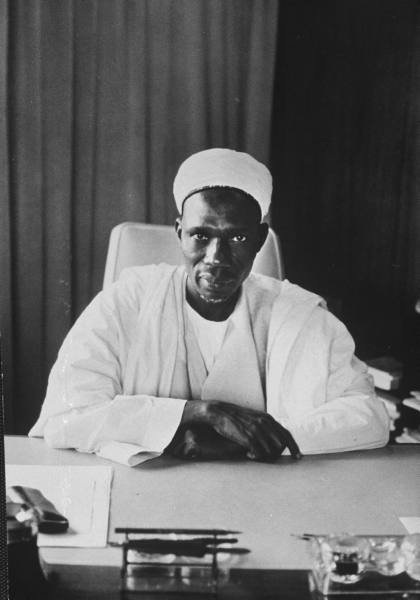
Abubakar Tafawa Balewa

Abubakar Tafawa Balewa (sinds 1960 Sir) (1912 - Lagos, 15 januari 1966) was een Nigeriaans politicus.
Balewa was een schoolhoofd van 1933 tot 1945. In 1947 werd hij in de wetgevende vergadering van Noord-Nigeria gekozen voor de gematigde nationalisten. In 1951 vormde hij samen met Ahmadu Bello de Northern People's Congress dat een onafhankelijk Nigeria nastreefde. Balewa werd vicevoorzitter van de NPC en in 1954 in het federale parlement van Nigeria gekozen.
In 1957 werd Balewa tot federaal premier van Nigeria benoemd. In 1958 werd de NPC de grootste partij van Nigeria en 1960 werd het land een onafhankelijk land (de Federatie van Nigeria) met Nnamdi Azikiwe als gouverneur-generaal (na de uitroeping van de Federale Republiek Nigeria in 1963 als president) en Balewa als minister-president.
Balewa kreeg als premier te kampen met religieuze en etnische tegenstellingen. In 1963 brak er een conflict uit tussen Balewa en president Azikiwe. Dit conflict escaleerde na de verkiezingen van 1964 toen Azikiwe premier Balewa probeerde te ontslaan op beschuldiging van verkiezingsfraude. Balewa bleef echter in het zadel.
Bij de staatsgreep van 15 januari 1966, toen het leger de macht in Nigeria overnam, kwam Balewa om het leven.
- Bibliothèque nationale de France: cb11885680p (data)
- Gemeinsame Normdatei: 131413589
- International Standard Name Identifier: 0000 0000 8153 299X
- Library of Congress Control Number: n79069865
- Nationale bibliotheek van Australië: 35154887
- Nationale Bibliotheek van Israël: 987007271066405171
- Nationale Bibliotheek van Polen: a0000002374744
- Nederlandse Thesaurus van Auteursnamen: 067487327
- SNAC: w6mc9t9k
- Système universitaire de documentation: 032188536
- Trove: 844706
- Virtual International Authority File: 73848054
- WorldCat: E39PBJhMkT4krtwkTRjjmv4yVC